# Distrito de Santa María (Panamá)
El distrito de Santa María es una de las divisiones que conforma la provincia de Herrera, situado en la República de Panamá.

## División político-administrativa

Mapa del Distrito de Santa María.

Está conformado por cinco corregimientos:
- Santa María
- Chupampa
- El Rincón
- El Limón
- Los Canelos